# Шиферка парагвайська
Ши́ферка парагвайська (Haplospiza unicolor) — вид горобцеподібних птахів родини саякових (Thraupidae). Мешкає в Південній Америці.

## Опис
Довжина птаха становить 12 см. Самець має повністю сіре забарвлення. Самиці мають переважно тьмяно-оливково-коричневе забарвлення, нижня частина тіла у них поцяткована світлими оливково-коричневими смужками. Дзьоб конічної форми, гострий.

## Поширення й екологія
Парагвайські шиферки мешкають на південного сході Бразилії (від південного Мінас-Жерайсу і півдня Еспіріту-Санту на південь до Ріу-Гранді-ду-Сул), на сході Парагваї та на крайньому північному сході Аргентини (Місьйонес). Бродячі птахи спостерігалися в Уругваї. Парагвайські шиферки живуть в густому бамбуковому підліску вологих рівнинних і гірських атлантичних лісів та на узліссях, на висоті від 2100 м над рівнем моря, переважно на висоті до 1400 м над рівнем моря. Живляться насінням бамбука. Іноді приєднуються до змішаних зграй птахів разом з іншими птахами, що живуть в бамбукових заростях, зокрема з бразильськими і великими зерноїдами.